# Élections législatives de 1956 dans la Nièvre
Les élections législatives de 1956 dans la Nièvre sont des élections françaises qui ont eu lieu le 2 janvier 1956 dans le département de Nièvre dans le cadre des élections législatives françaises de 1956, sous la IVe République.
Ce sont les dernières élections législatives de la Quatrième république, après les élections de novembre 1946 et de juin 1951.

## Mode de scrutin
L'Assemblée nationale est composée de 626 sièges pourvus au scrutin proportionnel plurinominal suivant la règle de la plus forte moyenne dans le cadre départemental, sans panachage.
Le vote préférentiel est admis, en inscrivant un numéro d'ordre en face du nom d'un, de plusieurs ou de tous les candidats de la liste. Mais l'ordre ne pourra être modifié que si au moins la moitié des suffrages portés sur la liste est numéroté. Dans les faits les modifications ne dépasseront jamais les 7%.
La loi électorale du 7 mai 1951, dite loi des apparentements, reste en vigueur. Elle permet à la base une répartition des sièges à la représentation proportionnelle dans le département, mais si des listes « apparentées » avant le déroulement du scrutin obtiennent ensemble une majorité absolue de suffrages exprimés, elles reçoivent directement tous les sièges à pourvoir.
Dans le département de Nièvre quatre députés sont à élire.

## Élus
| Député sortant      | Parti | Parti    | Député élu ou réélu | Parti | Parti    |
| ------------------- | ----- | -------- | ------------------- | ----- | -------- |
| Germaine François   |       | PCF      | Marcel Barbot       |       | PCF      |
| Léon Dagain         |       | SFIO     | Léon Dagain         |       | SFIO     |
| François Mitterrand |       | UDSR     | François Mitterrand |       | UDSR     |
| Marius Durbet       |       | Rép. soc | Marius Durbet       |       | Rép. soc |

## Résultats

### Résultats à l'échelle du département
- Un apparentement de centre gauche se noue entre les listes UDSR-Rad-soc-RGR et CRAP.
- Un autre est conclu en soutien à la majorité sortante, entre les listes Rép. soc et CNIP.
- Un dernier apparentement réunit les deux listes poujadistes.

| Parti    | Parti            | Tête de liste       | Résultats | Résultats | Appar. | Appar. | Sièges |
| Parti    | Parti            | Tête de liste       | Voix      | %         | Voix   | %      | Nb.    |
| -------- | ---------------- | ------------------- | --------- | --------- | ------ | ------ | ------ |
|          | PCF              | Marcel Barbot       | 36 150    | 29,32     | -      | -      | 1      |
|          | UDSR-Rad-soc-RGR | François Mitterrand | 24 871    | 20,17     | 22 418 | 18,18  | 1      |
|          | CRAP             | Pierre Burgeat      | 24 871    | 20,17     | 2 453  | 1,99   | -      |
|          | Rép. soc         | Marius Durbet       | 24 294    | 19,70     | 12 673 | 10,28  | 1      |
|          | CNIP             | Georges Guyot       | 24 294    | 19,70     | 11 621 | 9,43   | -      |
|          | SFIO             | Léon Dagain         | 22 615    | 18,34     | -      | -      | 1      |
|          | UFF              | Claude Machecourt   | 14 325    | 11,62     | 11 415 | 9,26   | -      |
|          | Déf. int agri    | Jean-Marie Misserey | 14 325    | 11,62     | 2 910  | 2,36   | -      |
|          |                  |                     |           |           |        |        |        |
| Inscrits | Inscrits         | Inscrits            | 156 619   | 100,00    |        |        | 4      |
| Votants  | Votants          | Votants             | 125 732   | 80,28     |        |        |        |
| Exprimés | Exprimés         | Exprimés            | 123 298   | 98,06     |        |        |        |